# Кущувате
Кущувате — ентомологічний заказник місцевого значення. Об'єкт розташований на території Дергачівської міської громади Харківського району Харківської області, на південь від села Ветеринарне.
Площа — 5,6 га, статус отриманий у 1984 році.
Охороняється ділянка лучно-степової рослинності на південно-західному схилі балки. У заказнику зростають рідкісні (ковила волосиста та півники рогаті, занесені до Чероної книги України та регіонально рідкісне пижмо щиткове), лікарські і медоносні види рослин, трапляються види комах, пов'язаних зі степами та луками.
Виявлено кілька рідкісних видів, занесених до Червоної книги України та Червоного списку Харківської області, в тому числі комахи-запилювачі (бджолині, джмелі) та ентомофаги (наїзники, золотоочки, туруни, мухи-дзюрчалки).
Зафіксовані порушення заповідного режиму: незаконне добування піску, сорнозему та глини, засмічення території.